# Raimundo Echevarría y Larrazábal
Raimundo Echevarría y Larrazábal (*San Javier de Loncomilla, 11 de julio de 1897 - †San José de Maipo, 18 de julio de 1924) fue un poeta chileno, y es considerado uno de los escasos "poetas malditos" de su país. Fue hijo de un vasco que se asentó en San Javier de Loncomilla regentando una agencia comercial. Estudió en San Javier de Loncomilla y posteriormente en la capital provincial de Talca. Entre los años 1914 y 1915 entrega algunos poemas a los periódicos locales.
Algunas de sus obras más representativas son: "Las Leyendas del Mar", "El poema de las horas", "La esperanza", entre otras. Falleció de tuberculosis a los 27 años.